# Sheila E.
Sheila E., pseudonimo di Sheila Cecilia Escovedo (Oakland, 12 dicembre 1957), è una batterista e cantante statunitense.

## Biografia
Sheila Cecelia Escovedo è nata a cresciuta nella Bay Area, prima dei quattro figli di Pete, percussionista di Carlos Santana, e Juanita Escovedo. Sin da bambina entra in contatto con musicisti di alto livello dato che anche i suoi zii (Coke, Alejandro e Mario Escovedo) lavorano nell'ambiente e il suo padrino è Tito Puente. A cinque anni è già in grado di esibirsi accanto al padre mentre a diciassette collabora con artisti come Billy Cobham, Lionel Richie, Diana Ross, Marvin Gaye e Natalie Cole. Tuttavia, proprio a cinque anni è vittima di abusi sessuali da parte di un vicino. Sheila Escovedo non rivelerà quest'esperienza fino alla pubblicazione della sua autobiografia nel 2015. Fino all'età di quindici anni è anche una promessa dell'atletica leggera grazie al sostegno della madre, a propria volta atleta, che tuttavia abbandona per dedicarsi interamente alla musica.
Nel 1977 pubblica il suo primo album con il padre, Solo Two.
In quel periodo inizia una relazione sentimentale con Carlos Santana che sarà resa nota solo molti anni più tardi.
Nel 1978, alla fine di un suo concerto, conosce Prince che la avvicina impressionato dalla sua abilità artistica e le annuncia una futura collaborazione, che si realizzerà effettivamente dopo un paio d'anni. Durante il periodo di vicinanza, pubblicherà due album e parteciperà ai tour dell'artista di Minneapolis sia come supporter (Purple Rain) che successivamente come membro effettivo della band dopo lo scioglimento dei Revolution. Oltre che per le proprie capacità musicali, inizia a essere nota come sex symbol.
Sheila E. non si limita comunque a far parte del clan di Prince. Recita nel film Krush Groove di Micheal Shultz, vero e proprio manifesto della cultura hip hop in una fase di crescente popolarità, e la cantante si sposta dal funk-soul al rap provando anche a cimentarsi nei panni di "b-boy al femminile". In questa occasione collabora con The Fat Boys, Kurtis Blow e Run DMC per la canzone Krush Groove.
Nel 1985 partecipa a USA for Africa assieme ad altre 44 celebrità della musica pop tra cui Michael Jackson, Lionel Richie, Stevie Wonder e Bruce Springsteen, sotto la produzione di Quincy Jones. Questa fu solo l'inizio di un lungo impegno nel sociale che negli anni seguenti la vedrà impegnata contro le violenze sui minori e fondare la Elevate Hope Foundation nel 2001.
A seguito della fine della collaborazione e di una breve relazione con Prince, avvenute nel 1989, intraprende una carriera solistica che tuttavia è ostacolata da problemi fisici agli arti superiore, alle spalle e alle gambe a provocati dalla postura tenuta nei numerosi concerti. La temporanea inabilità le impedì di promuovere il suo album Sex Cymbal.
Dopo la guarigione, segue un periodo di collaborazioni, tra cui Beyoncé, Phil Collins e Ringo Starr. Nel 2006 si esibisce con Prince, Wendy Melvoin e Lisa Coleman ai Brit Awards. L'anno successivo si registra la definitiva riconciliazione con Prince che durerà fino alla sua morte nel 2016.
Nel 2020 ha pubblicato il singolo Lemon Cake, in ricordo dei momenti passati con il folletto di Minneapolis a cui preparava spesso le sue torte.

## Discografia

### Album
- The Glamorous Life (Warner Bros. Records 1984) #28 US
- Romance 1600 (Warner Bros. 1985) #50 US
- Sheila E. (Warner Bros. 1987) #56 US
- Sex Cymbal (Warner Bros. 1991) #146 US
- Writes of Passage (Concord 2000)
- Heaven (Concord 2001)
- Icon (Stiletto Flats Records, Moosicus Records 2013)
- Iconic: Message 4 America (Stiletto Flats Records, 2017)

### Singoli
| Anno | Singolo                                              | Posizione in classifica | Posizione in classifica | Posizione in classifica | Posizione in classifica | Posizione in classifica | Posizione in classifica | Posizione in classifica | Posizione in classifica | Posizione in classifica | Posizione in classifica | Album                         |
| Anno | Singolo                                              | US                      | US R&B                  | US Dance                | AUS                     | AUT                     | IR                      | NL                      | NZ                      | SW                      | UK                      | Album                         |
| ---- | ---------------------------------------------------- | ----------------------- | ----------------------- | ----------------------- | ----------------------- | ----------------------- | ----------------------- | ----------------------- | ----------------------- | ----------------------- | ----------------------- | ----------------------------- |
| 1984 | "The Glamorous Life"                                 | 7                       | 9                       | 1                       | 11                      | —                       | —                       | 3                       | —                       | —                       | 96                      | The Glamorous Life            |
| 1984 | "The Belle of St. Mark"                              | 34                      | 68                      | —                       | 16                      | —                       | 15                      | 8                       | 5                       | —                       | 18                      | The Glamorous Life            |
| 1984 | "Oliver's House"                                     | —                       | —                       | —                       | —                       | —                       | —                       | —                       | —                       | —                       | —                       | The Glamorous Life            |
| 1985 | "Sister Fate"                                        | 108                     | 36                      | —                       | 81                      | —                       | —                       | —                       | —                       | —                       | —                       | Romance 1600                  |
| 1985 | "A Love Bizarre" (con Prince)                        | 11                      | 2                       | 1                       | —                       | 14                      | —                       | 9                       | —                       | 16                      | 76                      | Romance 1600                  |
| 1986 | "Holly Rock"                                         | —                       | —                       | —                       | —                       | —                       | —                       | 8                       | —                       | —                       | —                       | Krush Groove (colonna sonora) |
| 1986 | "Love On a Blue Train"                               | —                       | —                       | —                       | —                       | —                       | —                       | —                       | —                       | —                       | —                       | Sheila E.                     |
| 1987 | "Hold Me"                                            | 68                      | 3                       | —                       | —                       | —                       | —                       | 54                      | —                       | —                       | —                       | Sheila E.                     |
| 1987 | "Koo Koo"                                            | —                       | 35                      | —                       | —                       | —                       | —                       | —                       | —                       | —                       | —                       | Sheila E.                     |
| 1991 | "Sex Cymbal"                                         | —                       | 32                      | —                       | 88                      | —                       | —                       | —                       | —                       | —                       | —                       | Sex Cymbal                    |
| 1991 | "Droppin' Like Flies"                                | —                       | 77                      | 23                      | —                       | —                       | —                       | —                       | —                       | —                       | —                       | Sex Cymbal                    |
| 1992 | "Cry Baby"                                           | —                       | —                       | —                       | —                       | —                       | —                       | —                       | —                       | —                       | —                       | Sex Cymbal                    |
| 2009 | "Glorious Train"                                     | —                       | —                       | —                       | —                       | —                       | —                       | —                       | —                       | —                       | —                       | Non-album single              |
| 2013 | "Mona Lisa" (featuring Lucia Parker and Gisa Vatcky) | —                       | —                       | —                       | —                       | —                       | —                       | —                       | —                       | —                       | —                       | Icon                          |
| 2014 | "Fiesta" (featuring B. Slade)                        | —                       | —                       | —                       | —                       | —                       | —                       | —                       | —                       | —                       | —                       | Icon                          |
| 2014 | "Lovely Day"                                         | —                       | —                       | —                       | —                       | —                       | —                       | —                       | —                       | —                       | —                       | Icon                          |
| 2014 | "Who I Am Now"                                       | —                       | —                       | —                       | —                       | —                       | —                       | —                       | —                       | —                       | —                       | Icon                          |
| 2016 | "Girl Meets Boy"                                     | —                       | —                       | —                       | —                       | —                       | —                       | —                       | —                       | —                       | —                       | Non-album single              |
| 2017 | "America"                                            | —                       | —                       | —                       | —                       | —                       | —                       | —                       | —                       | —                       | —                       | Iconic: Message 4 America     |
| 2019 | "No Line" (featuring Snoop Dogg)                     | —                       | —                       | —                       | —                       | —                       | —                       | —                       | —                       | —                       | —                       | Non-album single              |
| 2020 | "Lemon Cake"                                         | —                       | —                       | —                       | —                       | —                       | —                       | —                       | —                       | —                       | —                       | Non-album single              |